# Cherbezatina setigera
Cherbezatina setigera är en skalbaggsart som beskrevs av Dewailly 1950. Cherbezatina setigera ingår i släktet Cherbezatina och familjen Melolonthidae. Inga underarter finns listade i Catalogue of Life.